# Португалија на Европском првенству у атлетици у дворани 2013.
Португалија је учествовала на 32. Европском првенству у дворани 2013 одржаном у Гетеборгу, Шведска, од 28. фебруара до 3. марта. Ово је било двадесет шесто европско првенство у дворани на коме је Португалија учествовала. Репрезентацију Португалије представљала су 12 такмичара (7 мушкараца и 5 жена) који су се такмичили у 9 дисциплине (6 мушких и 3 женских).
У укупном пласману Португалија је са једном освојеном медаљом (златна) делила 13 место. Поред тога оборена су два национална и три лична рекорд и остварен је један најбољи резултат сезоне. У табели успешности према броју и пласману такмичара који су учествовали у финалним такмичењима (првих 8 такмичара) Португалија је са 4 учесника у финалу заузела 18. место са 16 бодова.

## Учесници
| Мушкарци: - Рикардо Монтеиро — 60 м - Диого Антунес — 60 м - Хелио Гомес — 1.500 м - Расул Дабо — 60 м препоне - Еди Маја — Скок мотком - Марти Фортес — Бацање кугле - Тијаго Марто — Седмобој | Жене: - Сара Мореира — 3.000 м - Ерсилија Машадо — 3.000 м - Ева Витал — 60 м препоне - Патрисија Мамона — Троскок - Сусана Коста — Троскок |  |

## Освајачи медаља (1)

### Злато (1)
- Сара Мореира — 3.000 м

## Резултати

### Мушкарци
| Атлетичар        | Дисциплина   | Лични рекорд | Квалификације  | Квалификације | Полуфинале           | Полуфинале           | Финале                | Финале       | Детаљи |
| Атлетичар        | Дисциплина   | Лични рекорд | Резултат       | Место         | Резултат             | Место                | Резултат              | Место        | Детаљи |
| ---------------- | ------------ | ------------ | -------------- | ------------- | -------------------- | -------------------- | --------------------- | ------------ | ------ |
| Рикардо Монтеиро | 60 м         | 6,72         | 6,74 кв        | 5. у гр. 3    | 6,76                 | 8. у гр. 1           | Није се квалификовао  | 15 / 22      |        |
| Диого Антунес    | 60 м         | 6,70         | 6,81           | 7. у гр. 1    | Није се квалификовао | Није се квалификовао | Није се квалификовао  | 19 / 22      |        |
| Хелио Гомес      | 1.500 м      | 3:42,20      | 3:40,82 кв, ЛР | 4. у гр. 1    |                      |                      | 3:39,46 ЛР            | 6 / 24       |        |
| Расул Дабо       | 60 м препоне | 7,74         | 7,68 КВ, НР    | 2. у гр. 3    | 7,73                 | 5. у гр. 1           | Нису се квалификовали | 13 / 27      |        |
| Еди Маја         | Скок мотком  | 5,64 НР      | 5,20           | 12. у гр. Б   |                      |                      | Нису се квалификовали | 22 / 23 (25) |        |
| Марти Фортес     | Бацање кугле | 20,91        | 19,78 кв       | 6.            | 20,02 ЛРС            | 5 / 24               |                       |              |        |